# Jeppe Beck Laursen
Jeppe Svend Aage Beck Laursen (* 1. Juni 1972) ist ein norwegischer Schauspieler, Synchronsprecher und Stuntman.

## Leben
Beck Laursen wurde am 1. Juni 1972 in Norwegen geboren. Bereits in den 1980er und 1990er Jahren konnte er Erfahrungen als Schauspieler sammeln, war aber erst ab Mitte der 2000er Jahre regelmäßig in Fernseh- und Filmproduktionen zu sehen. Anfänglich arbeitete er außerdem als Stuntman und Stunt Coordinator. Er war in dieser Funktion in den norwegischen Olsenbande-Filmen Olsenbanden jr. på Cirkus und Olsenbanden jr. Sølvgruvens hemmelighet beteiligt. Von 2008 bis 2010 wirkte er in 19 Episoden der Fernsehserie Hvaler in der Rolle des Stian Kjeldsen mit. 2011 mimte er in neun Episoden der Fernsehserie Verdens beste SFO die Rolle des Kåre. 2013 stellte er in 98 Episoden der Fernsehserie Hotel Cæsar die Rolle des Willy Wang dar. Bereits 1999 und 2004 übernahm er jeweils in einer Episode eine weitere Rolle innerhalb der Serie. Einem breiten, internationalen Publikum wurde er durch Mitwirkungen in den Serien Beforeigners – Mörderische Zeiten als Skjalg, in Ragnarök als Radiomoderator und von 2017 bis 2022 in The Last Kingdom und 2023 dessen Filmableger The Last Kingdom: Seven Kings Must Die als Wikinger Haesten bekannt.

## Filmografie (Auswahl)

### Schauspiel
- 1985: Sover mor ennå? (Fernsehfilm)
- 1999: Hotel Cæsar (Fernsehserie, Episode 1x63)
- 2004: Hotel Cæsar (Fernsehserie, Episode 16x40)
- 2005: Prima Vare (Kurzfilm)
- 2005: Limbo (Kurzfilm)
- 2006: Sønner
- 2006: Kalde føtter
- 2007: Olsenbanden Jr. Sølvgruvens hemmelighet
- 2007: Baluba Runa (Kurzfilm)
- 2007: Utkant (Kurzfilm)
- 2007: Luftens Helter (Miniserie, Episode 1x05)
- 2008: Manhunt Backwoods Massacre (Rovdyr)
- 2008: Varg Veum – Tornerose
- 2008: Tørt og kjølig (Kurzfilm)
- 2008: Liten Knute (Kurzfilm)
- 2008: Haus der Verrückten (De Gales hus)
- 2008: Max Manus
- 2008–2010: Hvaler (Fernsehserie, 19 Episoden)
- 2009: Dead Snow
- 2009: Snarveien
- 2010: Tomme tønner
- 2010: Kurt Josef Wagle og legenden om Fjordheksa
- 2010: En helt vanlig dag på jobben
- 2010: Brødrene Dal og Vikingsverdets Forbannelse
- 2010: 2 gode torpedoer (Kurzfilm)
- 2011: Tomme tønner 2 – Det brune gullet
- 2011: Verdens beste SFO (Fernsehserie, 9 Episoden)
- 2011: Hjelp, vi er i filmbransjen
- 2011: Magic Silver 2 – Die Suche nach dem magischen Horn (Blåfjell 2 - Jakten på det magiske horn)
- 2012: NAV (Fernsehserie, Episode 1x03)
- 2012: Dauinger (Fernsehserie, 8 Episoden)
- 2013: Hänsel und Gretel: Hexenjäger (Hansel & Gretel: Witch Hunters)
- 2013: A Modest Proposal (Kurzfilm)
- 2013: Hotel Cæsar (Fernsehserie, 98 Episoden)
- 2013: Kill Buljo 2
- 2014: Kule kidz gråter ikke
- 2014: Borning: The Fast & The Funniest
- 2015: I grenseland (Kurzfilm)
- 2015: Kampen for tilværelsen (Fernsehserie, Episode 2x02)
- 2015: Flicker (Kurzfilm)
- 2016: Gråtass – Gøy på landet
- 2016: The Last King – Der Erbe des Königs (Birkebeinerne)
- 2017: Karsten og Petra ut på tur
- 2017: Gråtass redder gården
- 2017: What Happened to Monday?
- 2017: iEksil: Når Æ dør (Kurzfilm)
- 2017: Kurt Josef Wagle og mordmysteriet på Hurtigruta
- 2017–2022: The Last Kingdom  (Fernsehserie, 23 Episoden)
- 2018: Rekyl (Miniserie, 3 Episoden)
- 2018: Miko og de Enøyde (Kurzfilm)
- 2019: Downs of the Dead (Kurzfilm)
- 2019: Den Dagen (Kurzfilm)
- 2019: Beforeigners – Mörderische Zeiten (Beforeigners, Fernsehserie, 6 Episoden)
- 2020–2021: Ragnarök (Ragnarok, Fernsehserie, 12 Episoden)
- 2021: The Trip – Ein mörderisches Wochenende (I onde dager)
- 2022: Tilfeldighetenes Uutholdelige Letthet (Kurzfilm)
- 2022: Folk og røvere i Kardemomme by
- 2023: 24 Hr Sunshine
- 2023: The Last Kingdom: Seven Kings Must Die
- 2023: There’s Something in the Barn

### Stunts
- 2002: Ich bin Dina (I Am Dina)
- 2004: Hotel Cæsar (Fernsehserie, 2 Episoden)
- 2004: Min misunnelige frisør
- 2005: Deadline Torp (Fernsehfilm)
- 2005: SOS – Petter ohne Netz (Venner for livet)
- 2005: Next Door - Manche Türen sollten nie geöffnet werden... (Naboer)
- 2005: Limbo (Kurzfilm)
- 2006: Olsenbanden jr. på Cirkus
- 2006: Uro
- 2006: Sønner
- 2006: Cold Prey – Eiskalter Tod (Fritt vilt)
- 2006: Kalde føtter
- 2007: Olsenbanden jr. Sølvgruvens hemmelighet
- 2007: Sven und Ratte und das geheimnisvolle UFO (Svein og Rotta og UFO-mysteriet)
- 2008: Manhunt Backwoods Massacre (Rovdyr)
- 2008: Varg Veum – Tornerose
- 2010: Brødrene Dal og Vikingsverdets Forbannelse

## Synchronisationen (Auswahl)
- 2015: Geitekillingen som kunne telle til ti (Kurzfilm)
- 2020: Assassin’s Creed Valhalla (Computerspiel)